# Gröngöling
Gröngöling (Picus viridis) är en fågel inom familjen hackspettar. Den är en stannfågel som förekommer i västra och sydvästra Asien, samt i större delen av Europa förutom på vissa öar och i de nordligaste områdena. Den är en av de vanligaste hackspettarna i Europa. Den tillhör släktet Picus, vilka är hackspettarter med gröngrå fjäderdräkt. 
Fågeln kan bli cirka 32 cm lång och kan mäta upp till 52 cm mellan vingspetsarna och könen blir ungefär jämnstora. Både hona och hane kan, utöver den gröngråa fjäderdräkten, kännas igen på den röda hjässan och nacken. 
Den dagaktiva gröngölingen befinner sig ofta på marken, till skillnad från de flesta andra hackspettar och dess huvudföda är myror som den effektivt fångar med sin cirka 10 cm långa hullingförsedda tunga.

## Utseende

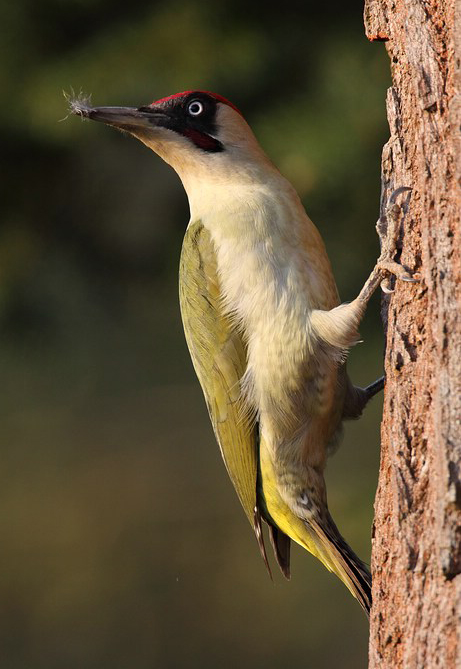
Hane av nominatformen. Notera röd kärna i mustaschstrecket.

Gröngölingen är 30–36 cm lång och har ett vingspann på 45–51 cm. Den har mörkgrön ovansida, blekt ljus- till grågrön undersida och lysande gröngul övergump, vilket syns bra i den bågiga, ofta lite långsamma flykten. Båda könen har röd hjässa och nacke och svart mustaschstreck – hanen med en röd kärna i det svarta – som räcker från näbben till bakom ögonen. Örontäckare, haka och strupe är däremot vitaktiga. Vingarna är vattrade i brunsvart, gult eller brunvitt. Stjärtfjädrarna är gröngrå med svartaktiga ränder. Underarten sharpei på Iberiska halvön skiljs främst genom att den saknar svart runt ögat.
Skillnaderna mellan könen är mycket små. Hos hanen är mustaschstrecket rött med svart kant, men hos honan är fläcken enfärgat svart. Gröngölingens ögon är ljust blåaktiga medan den långa och spetsiga näbben och fötterna är blygrå. Hanar och honor är lika stora och väger lika mycket. Vikten varierade från 138 gram till 250 gram.
Den juvenila dräkten skiljer sig från de adulta fåglarnas. Den är sammantaget betydligt mattare. Huvudets sidor, halsen och kroppsundersidan har nästan vit grundton med mycket mörk vattring och randning. De röda partierna på huvudet är oansenliga och oftast uppblandade med gråa fläckar. Vingarna och ovansidan av fjäderdräkten uppvisar dessutom en tydligt vit vattring. Ungfåglarnas ruggning sker kontinuerligt och börjar redan i boet. Under loppet av ungefär fyra månader är den avslutad och därför har ungfåglarna adult fjäderdräkt redan i slutet av hösten. 

### Förväxlingsrisk med andra arter
Gröngölingen kan förväxlas med den något mindre men annars likartade gråspetten som den bitvis delar utbredningsområde med. Den skiljer sig från denna genom sitt större format, sin grövre näbb, och med de mer svarta partier i ansiktet. I motsats till gröngölingen har gråspetten grått huvud, mörkrött öga och endast ett smalt svart mustaschstreck. Gråspetten saknar också gröngölingens röda hjässa och endast hos hanen är pannan röd, medan honan helt saknar röd teckning på huvudet. Ofta är det i första hand med hjälp av biotopen man skiljer fåglarna åt. Gråspetten saknas i nordvästra Centraleuropa och är i jämförelse med gröngölingen mycket starkare knuten till berg och skog.
Atlasgröngöling, som tar vid med sitt utbredningsområde i nordvästra Afrika och som tidigare har kategoriserats som underart till gröngölingen, är lik honan av den iberiska gröngölingen sharpei. Båda könen av atlasgröngöling saknar rött i det helsvarta mustaschstrecket men känns istället igen på att den har en ljus bård ovanför mustaschen. Honan skiljer sig även åt då hon bara är röd på bakhjässan och istället är mörkt gråfärgad på resten av hjässan. Eftersom taxonet sharpei idag vanligen behandlas som en egen art, med namnet iberisk gröngöling, så utgör även denna en förväxlingsrisk.

Förväxlingsbara arter i anslutning till gröngölingens utbredningsområde
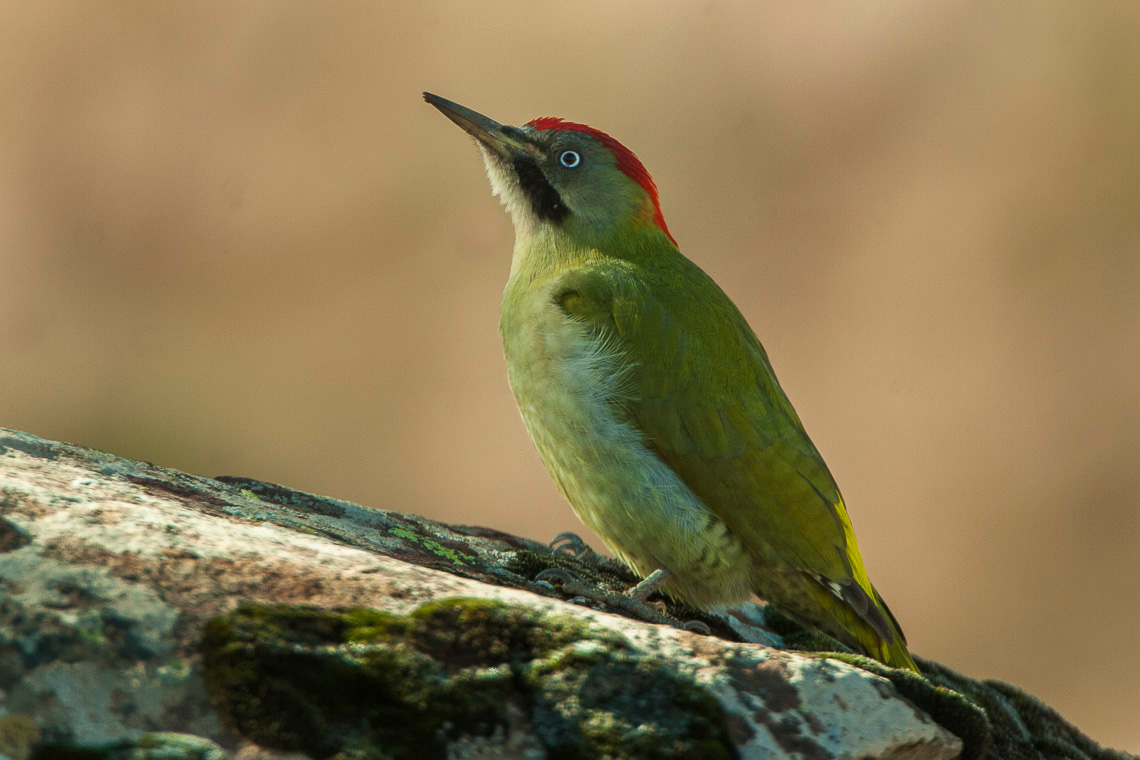
Adult hane atlasgröngöling.
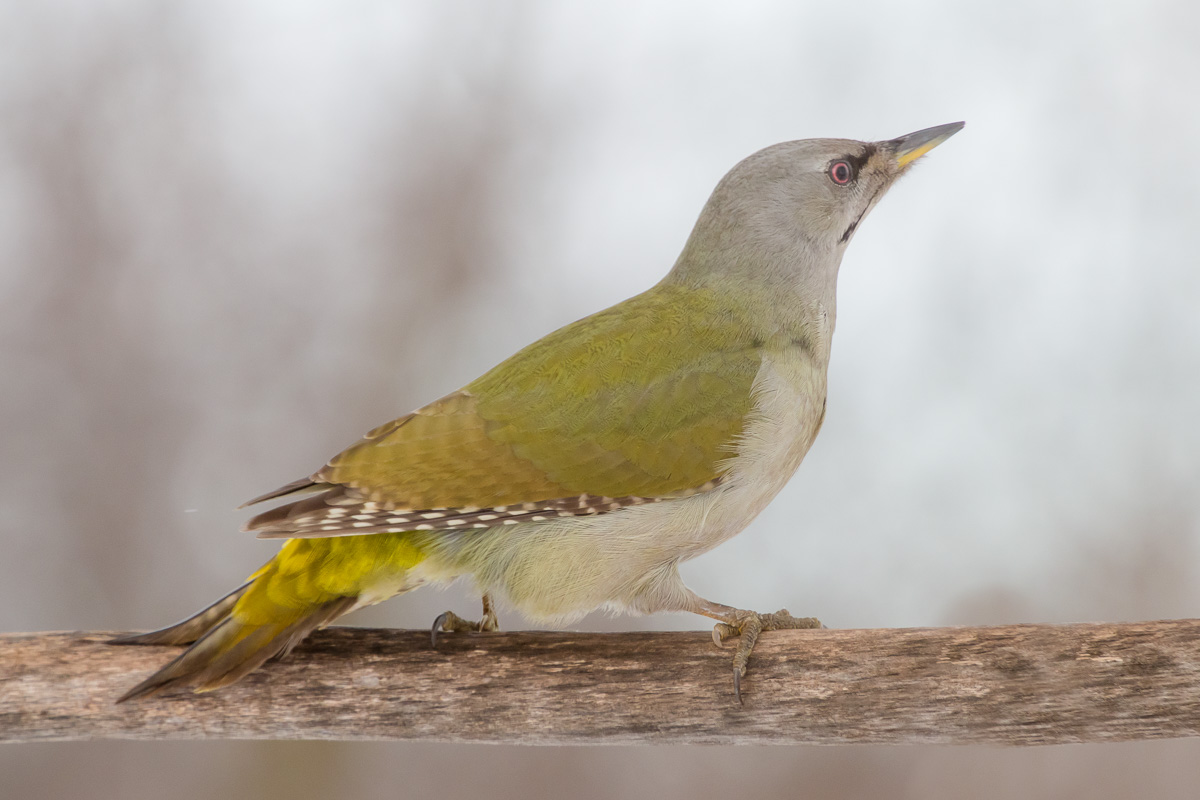
Adult hona gråspett.
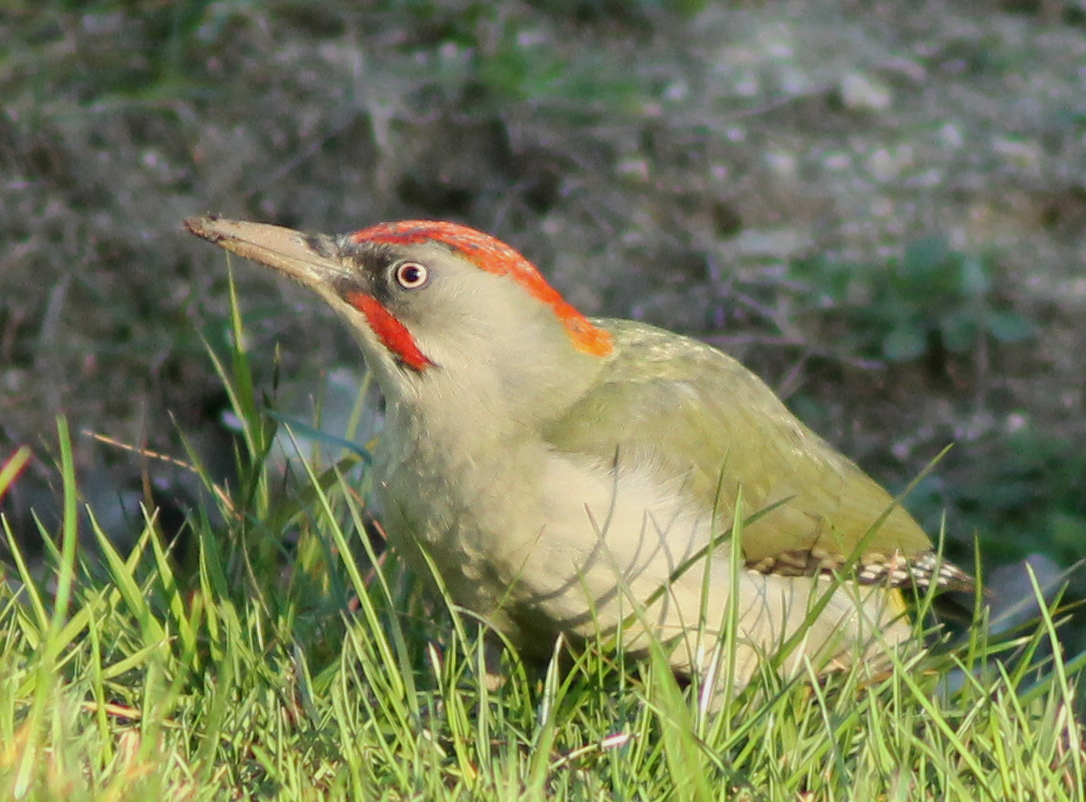
Adult hane iberisk gröngöling.

## Läte

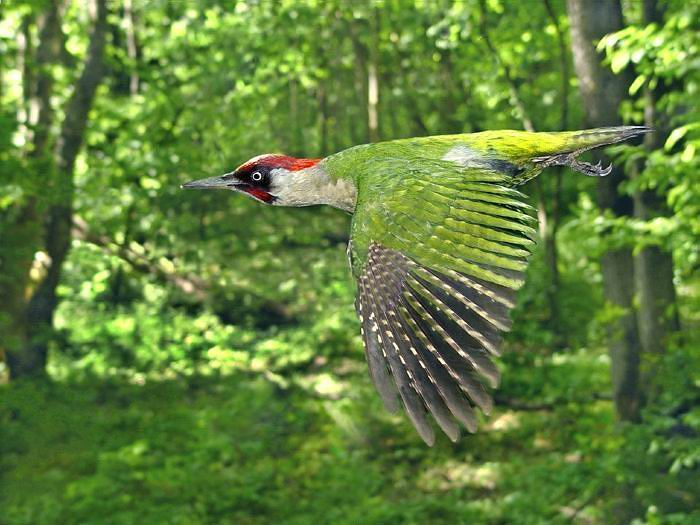
I flykten syns den gula övergumpen extra bra.

Gröngölingar trummar betydligt mer sällan än de flesta andra hackspettarna i Europa. De producerar då endast svaga och oregelbundna virvlar. Mycket påfallande är däremot den markanta revirsången, som framförs av båda könen, men mer intensivt av hanen. Denna sång låter som ett högt skratt (”kly-kly-kly-kly-kly-kly-kly”). Sången, som klingar ganska nasalt och består av upp till 20 stavelser, håller sig på en tonhöjd och blir snabbare och något svagare mot slutet. En tvåstavig, tydligare avslutning (kly-yck) är vanlig. I varmt vinterväder kan dessa läten höras i Centraleuropa redan i december och januari, annars dock först mot slutet av februari. Gråspettens mycket likartade läte låter renare och ligger oftast något högre i tonhöjd. Dess strofer faller i tonhöjd, blir mot slutet långsammare och tydligt svagare och tystnar utan accent. När gröngölingen landar yttrar den ofta ett skarpt kjäck, ibland även ”kjyck”, som upprepas till ett flerstavigt ”kjyck-kjyck-kjyck-kjyck” när fågeln blir oroad eller är aggressiv.

## Utbredning och systematik
Gröngölingen återfinns i hela Europa, från södra Skandinavien och Storbritannien över större delen av det europeiska fastlandet och österut genom Mindre Asien till Kaukasus och ända ner till Iran. Dess utbredningsområde är alltså i västra Palearktis. I Finland är den ovanlig. I Danmark finns den på Jylland och Fyn. Den boreala barrskogszonen i norr, och stäpperna och halvöknarna i söder i utbredningsområdet, bebor den endast marginellt. Gröngölingen är en karaktäristisk stannfågel som stannar i sina hemtrakter hela vintern och gör endast korta flyttningar. På vintern strövar den delvis vitt omkring och visar sig ofta i trädgårdar, för att söka föda där. Ungfåglarna lämnar sina föräldrars revir och söker egna revir i deras närhet. Även under dessa vandringar flyttar de sig i regel endast upp till 30 kilometer från sin födelseort. De längsta flyttningarna som har bevisats med ringmärkning uppgick i ett fall till 82 kilometer, i ett 170 kilometer.
Gröngölingen är sårbar för stränga vintrar med höga snötäcken varför utbredningens tyngdpunkt är lågländerna och de nedre lägena i medelhöga bergsområden upp till en höjd på ungefär 500 meter över havet. I Bayerischer Wald, som är snörikt och domineras av barrskogar, är den mycket sällsynt och saknas helt ovan 900 meter. Utbredningen i höjdled verkar dessutom påverkas av förekomsten av gråspett. Om båda arter förekommer samtidigt kan gröngölingen i stor utsträckning saknas redan på höjdlägen från 150 meter över havet (till exempel i Nordrhein-Westfalen). Dessa höjdlägen bebos då istället av gråspetten. 
I Alperna finns inte denna begränsning av utbredningen i höjdled. I Bayerns alper bebor gröngölingen alla höjdlägen från 600 upp till 1400 meter över havet i ungefär samma utsträckning och påträffas upp till 1700 meter över havet. Gråspetten bebor samma områden men med något mindre häckningstäthet. I Schweiz ligger utbredningens centrum på höjder upp till 1000 meter över havet och arten förekommer där även regelbundet på höjder upp till 2000 meter över havet. Gråspetten är där begränsad till höjdlägen under ungefär 700 meter över havet. 
De högsta observationerna i Schweiz finns i Valais på 2150 meters höjd, men i Transkaukasus har gröngölingen påvisats på 2745 meters höjd.

### Systematik

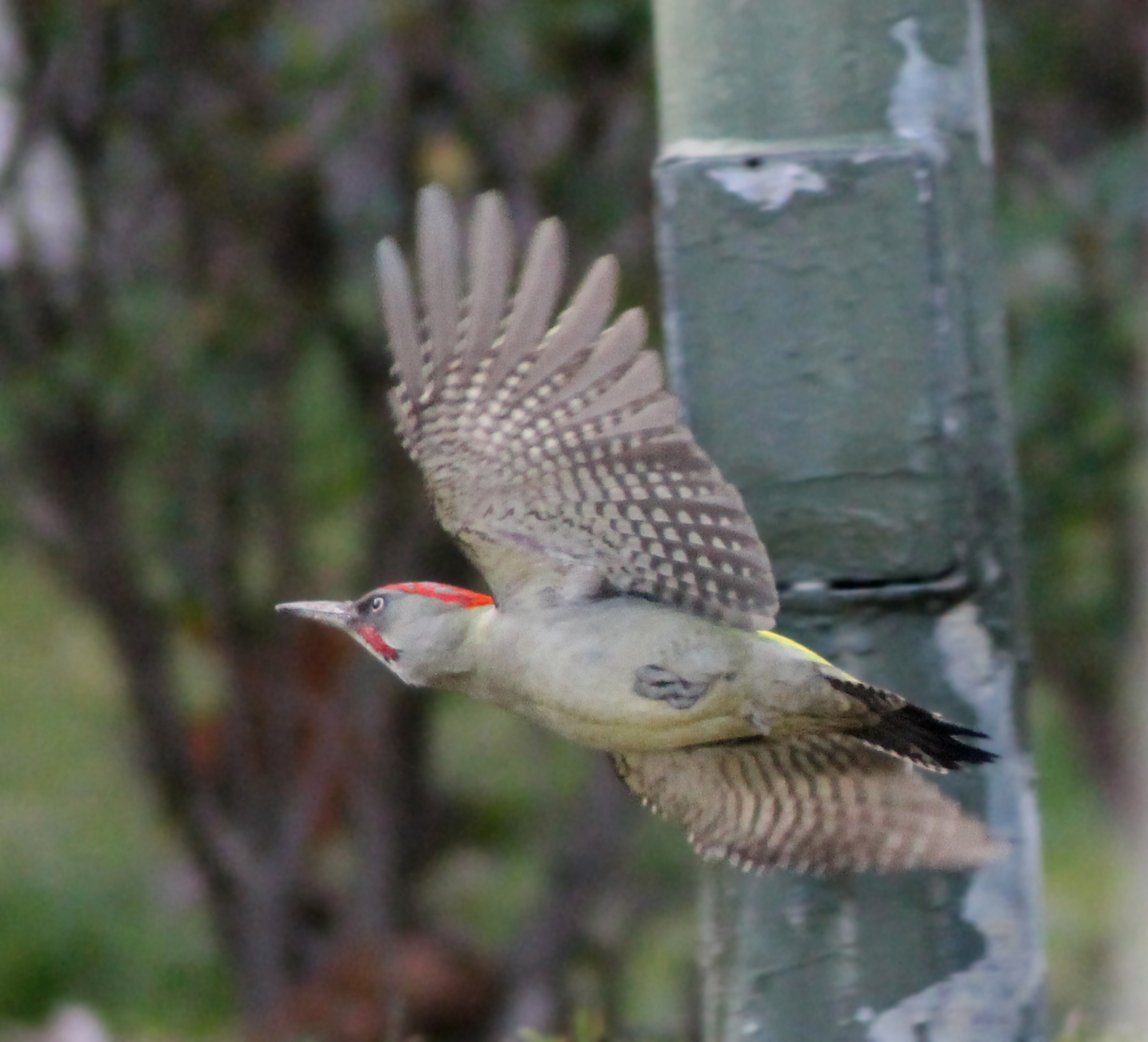
Adult hane iberisk gröngöling (P. sharpei) som tidigare behandlades som underart till gröngölingen.

Gröngölingen tillhör ordningen Piciformes, hackspettfamiljen Picidae och släktet Picus. Den beskrevs taxonomiskt första gången 1758 av Carl von Linné i tionde upplagan av hans verk Systema naturae där han gav gröngölingen sitt nuvarande vetenskapliga namn Picus viridis. Namnet härstammar från grekiskans pikos, som betyder ”hackspett” och latinets viridis som betyder ”grön”.
Gröngölingen inordnas tillsammans med ungefär 15 andra hackspettarter i släktet Picus, som har palearktisk utbredning. Systerarten är iberisk gröngöling. Arternas separation dateras till den senaste istiden. Under dess förlopp blev två populationer av ursprungsarten åtskilda. Först efter nedisningen för ungefär 10 000 år sedan återförenas de i samma utbredningsområde fast nu som två distinkta arter. 
Vanligtvis delas gröngölingen in i tre underarter:
- vanlig gröngöling[12] Picus viridis viridis – häckar i Europa
- Picus viridis karelini – häckar från Italien, genom södra Bosnien och Hercegovina, södra Serbien och Montenegro, Bulgarien – och sydöst genom Mindre Asien, Kaukasus och norra Iran
- Picus viridis innominatus – häckar i södra och sydvästra Iran

Iberisk gröngöling (Picus sharpei) behandlades fram tills nyligen som underart till gröngölingen, liksom även atlasgröngölingen (Picus vaillantii), men båda behandlas idag vanligen som egna arter.

### Utbredning i Sverige
I Sverige är den vanlig upp till Värmland och Gästrikland. Den häckar på norra Öland men inte på den södra delen. Arten har observerats i alla Sveriges landskap utom på Gotland.

## Ekologi

### Biotop
Gröngölingen föredrar halvöppna landskap med vidsträckt äldre skog, framför allt skogsbryn, skogsdungar på fält, ängar med fruktträd, parker, lundar och stora trädbevuxna trädgårdar. I större skogsområden förekommer den bara i starkt upplysta områden, på skogsängar och i större gläntor. Arten visar en stark förkärlek för lövskog, och i vidsträckta barrskogar kan den i stor utsträckning vara mycket sällsynt eller saknas helt. Gröngölingen häckar i lövskog och särskilt i områden med stora gläntor och öppnare landskap med enstaka träd eller dungar. På grund av sin starka specialisering på marklevande myror är gröngölingen sårbar för stränga vintrar med höga snötäcken.

### Häckning

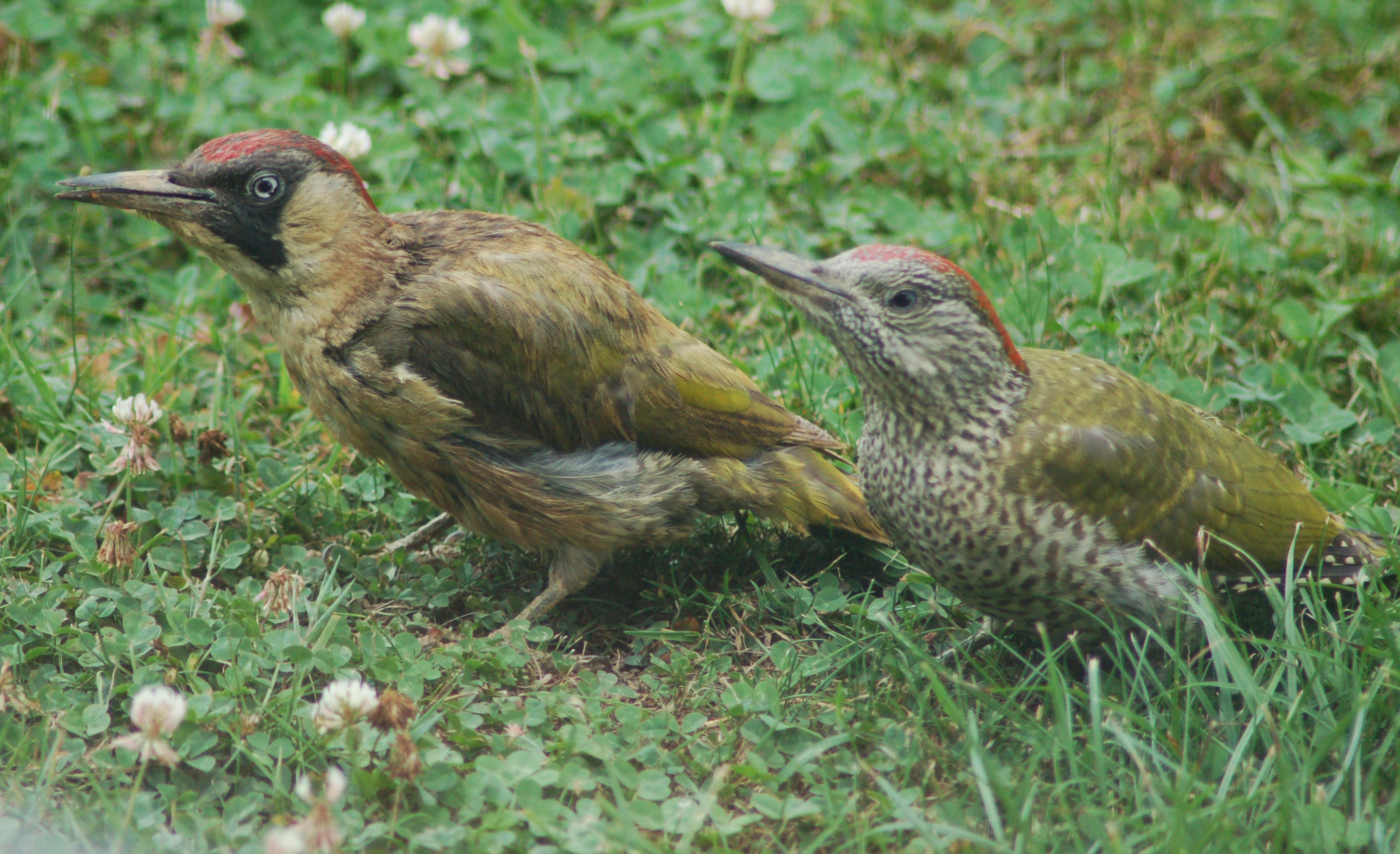
En hona och en juvenil fotograferade i Ille et Vilaine i Frankrike i augusti 2006.

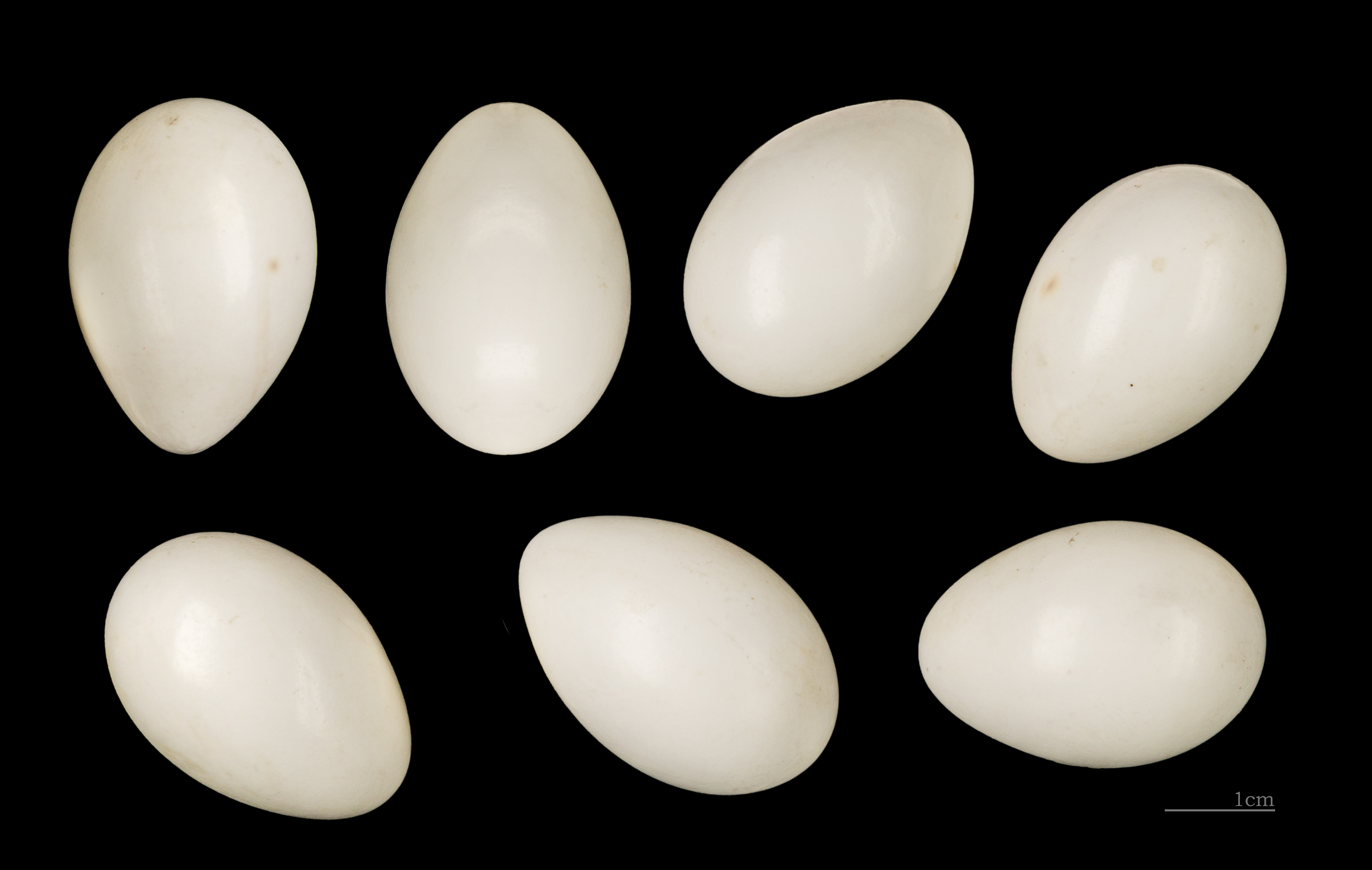
Ägg av gröngöling.

Gröngölingar blir könsmogna redan under sitt första levnadsår. Leken börjar med hanarnas första kontaktläten i december och tilltar sedan betydligt i januari och februari. Den egentliga parbildningen och fastställandet av revirgränser sker, i centrala Europa, från mitten av mars till början av april. Fåglarna bildar sannolikt par för säsongen, men det är inte uteslutet att par håller ihop i flera år. Den högsta sångaktiviteten märks i april och maj. 
Som bohål tjänar i regel andra hackspettars efterlämnade häcknings- och övervintringshålor. Liksom gråspetten är gröngölingen inte så kräsen i valet av trädarter och kan därför använda hål i en mängd olika trädsorter. I lövskogar finner man den ofta i asp, bok, ek, tysklönn och lind. I skogar nära vattendrag däremot i björk, poppel, vide eller al. Den bebor även olika fruktträd, plataner, rönnar, hästkastanjer och granar. Om de inte hittar redan efterlämnade hålor hackar de själva hål, oftast i mjuka, murkna trädstammar på ett par meters höjd. Om träet är för hårt avbryts hålbygget. Dessa påbörjade hålor murknar sedan under årens lopp och blir slutligen efter några år inte sällan bohålor ändå. Bohålet görs i normalfallet omkring 25 till 60 centimeter djupt. Ingångshålet är ovalt och har en höjd och bredd från 50 till 75 millimeter. 
En kort tid efter parningen lägger honan fem till sju glänsande vita ägg med en genomsnittlig storlek på 31 x 23 millimeter. Äggläggningen börjar mellan början av april och mitten av maj. Äggen ruvas av båda föräldrarna i 17–19 dygn. Ungarna matas med myror och myrpuppor. 
Ungfåglarna stannar i boet i 23 till 27 dygn och är flygga i juni till juli. När ungarna lämnat boet efter 3 veckor matas de ytterligare en tid. Ytterligare kullar produceras endast om den första kullen inte har givit resultat. Om så är fallet kan honan producera upp till två efterkullar, som läggs i ett nytt bohål som förbereds av båda partnerna. Under de första tre till sju veckorna utfodrar och sköter båda föräldrarna sina ungar. Även därefter kan upp till 15 veckor gamla ungfåglar fortfarande ha en nära kontakt med föräldrarna.

### Beteende
Gröngölingen är dagaktiv. När det är mörkt rör den sig endast genom att klättra. Den har en mycket regelbunden aktivitetsfas och kan under denna, dagligen i flera veckor, flyga samma rutter och födosöka på samma platser. Själva aktivitetsfasen varar, beroende på dagsljuset, mellan 8 timmar i december och 15 timmar i juli. Gröngölingen rör sig oftare och skickligare på marken än andra hackspettar. Då hoppar den sträckor på upp till tre meter i enskilda språng på maximalt 25 centimeter, utan att flyga. I motsats till större hackspett och balkanspett klättrar gröngölingen inte ryckigt, utan snarare flytande, men inte lika snabbt som gråspetten.

### Föda
Gröngölingen födosöker nästan uteslutande på marken, och hackar mycket mindre i träd än de andra hackspettarna. Av alla hackspettar i Centraleuropa är gröngölingen den som är mest specialiserad på marklevande myror. Fågeln retar upp myrorna som då samlas i stor skara för att angripa inkräktaren. För att fånga insekterna i deras gångar har gröngölingen en 10 centimeter lång tunga som i spetsen är förhornad och har hullingar. Under de tidiga morgontimmarna, kort efter soluppgången, avsöker gröngölingar ängs- och betesmarksområden med lösare ovanjord, för att borra flera centimeter djupa hål med sin långa näbb. Fåglarna jagar ofta röd skogsmyra och andra Formica‑arter, på sommaren olika Lasius‑arter och även daggmask. På vintern gräver gröngölingar tunnlar i snön, för att nå myrstackar, som då oftast besöks regelbundet. Den gräver sig ner genom snön och djupt ner i stacken för att få tag i myrorna som ligger i vinterdvala. Gröngölingen kan gräva tunnlar som är mer än en halv meter långa.
Framförallt på vintern uppsöker den klippväggar, men även regelmässigt tak, husväggar eller ledningsmaster och söker där leddjur som övervintrar i springor, framför allt flugor, myggor och spindlar. Gröngölingen hackar även fram skalbaggslarver under barken på träd. Maskar och andra ryggradslösa djur ingår däremot endast sällan i deras föda. Tillfälligtvis äter gröngölingar även bär, som rönnbär och idegranens fröhyllen, samt körsbär, äpplen eller druvor.

## Gröngölingen och människan

### Status och hot
Gröngölingen är en av de vanligaste hackspettarna i Europa, med vid utbredning och stabil beståndsutveckling. Globalt uppskattar man att det finns mellan 1,26–2,16 miljoner adulta individer. IUCN kategoriserar den som livskraftig. Arten är uppförd i Bernkonventionen om skydd av europeiska vilda djur och växter samt deras naturliga livsmiljöer i bilaga II (skyddsvärd art), men i Fågeldirektivet är den inte uppförd.
Angivelser om beståndsutvecklingen är motsägelsefulla och grundar sig endast sällan på undersökningar av större bestånd. I Tyskland noterades på 1990-talet minskningar på 20–50 % för åtta delstater, för tre delstater noterades ökningar i samma storleksordning och för fem delstater uppskattades att beståndet höll sig på ungefär samma nivå. Ett samband mellan beståndstrend och geografiskt läge kunde inte urskiljas. I Österrike räknas arten inte som hotad, men är ändå i vissa delstater, som Kärnten, helt skyddad.)
I Storbritannien fastställdes efter 1940 en lätt minskning i norra England, men samtidigt skedde i Skottland en arealutvidgning norrut. I Nederländerna skedde en säkerställd tillbakagång i beståndet mellan mitten av 1970-talet och början av 1990-talet. Beståndet har där sammantaget ungefär halverats. På grund av den aktuella situationen och tillbakagången i beståndet har gröngölingen förts upp på förvarningslistan för rödlistan över hotade arter i Tyskland och Nederländerna. I Polen och i Frankrike uppvisade beståndet en positiv trend. Totalt har den europeiska populationen haft en svagt positiv utvecklingstrend mellan 1980 och 2013.
Negativa utvecklingar anses framför allt bero på förlust av lämpliga biotoper i form av öppna och strukturrika områden. Tillbakagången på ängsmyror, genom storskalig omvandling av ängsmark till åkermark, och ökad användning av biocider i jordbruket är antagligen den största orsaken. Övergödning och avsaknad av slåtter på övergivna ängar spelar också roll. Kortfristiga, delvis betydande tillbakagångar i beståndet kan bero på hårda vintrar, som gröngölingen ofta klarar sämre än gråspetten. Stora förluster på grund av vädret blir i regel återutjämnade först efter tio år, och i områden där båda arter lever förskjuts förhållandet mellan arterna tydligt till gråspettens fördel efter hårda vintrar. 

#### Status i Sverige
Antalet gröngölingar uppskattas i Sverige numera till 10 000–18 000 par. Gröngölingen har minskat med 35–55 % de senaste 30 åren, framför allt skedde minskningen från 1975 fram till mitten av 1990-talet. Därefter var populationstrenden relativt stabil för att 2000–2014 minska med ytterligare 20–30 %. I 2015 års rödlista upptogs den därför som nära hotad, men avfördes igen från rödlistan 2020.
Gröngölingen är numera Sveriges näst vanligaste hackspett, från att fram till mitten av 1900-talet ha varit den vanligaste – åtminstone i södra Sverige – men därefter är numera större hackspett den vanligaste. Den senare har gynnats kraftigt av planteringen av barrträd, samtidigt som den minskade mängden betade hagmarker och allt fler igenvuxna marker missgynnar gröngölingen.

### Kulturhistoria

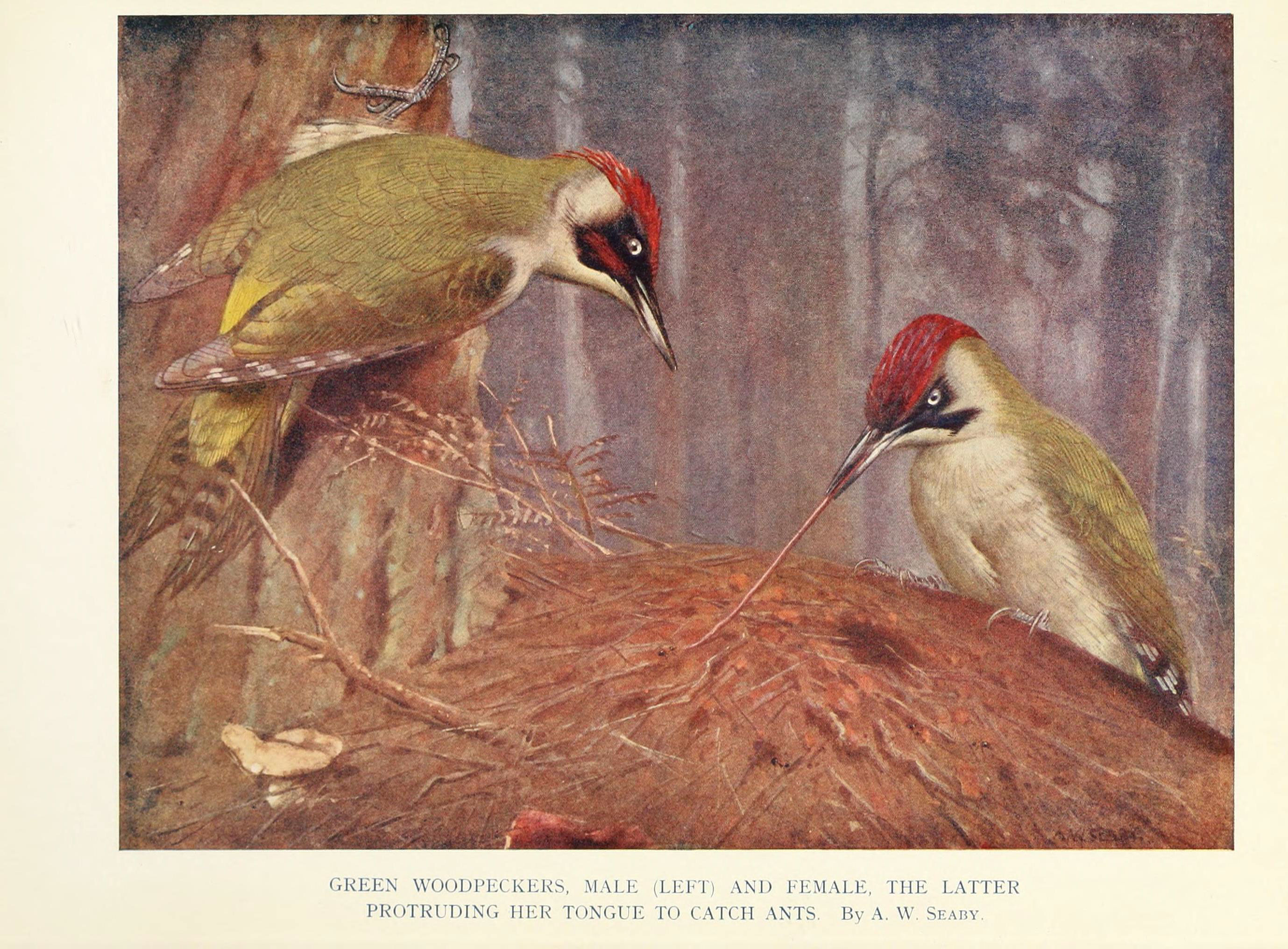
Illustration från 1922 av Allen W. Seaby föreställande en hona och en hane där den ena sticker ut sin långa tunga för att fånga myror.

Gröngölingar som sådana spelar endast en mindre roll i den mänskliga kulturhistorien, framför allt då den sällan har betraktats som skadedjur eller som potentiella mat- och jaktfåglar. 
I romersk mytologi förekommer Picus som var son till Saturnus och den första kungen av regionen Latium. Häxan Circe försökte förföra honom och när han avvisade henne förvandlade hon honom till en hackspett. Ibland beskrivs Picus istället som son till krigsguden Mars och hackspetten kallas därför ibland för picus Martius, det vill säga Mars hackspett. Plinius skriver bland annat att näbben hos picus Martius innehöll guds styrka att avvärja olycka, och bars som amulett för att förhindra getingstick och bett av igel. Plinius verkar ha syftat på en specifik art när han omtalar picus Martius men vilken art är omdiskuterat, den kan exempelvis gälla gröngölingen men även spillkråkan.
Tillsammans med flera andra hackspettar, även här förekommer spillkråka, ansågs deras trummande, eller andra läten, som omen – ofta om regn eller storm. Just när det kommer till gröngölingen så lever dessa folkloristiska tankar i viss mån kvar i Europa, och gröngölingens skrattande läte anses på många håll fortfarande förutse att det snart ska börja regna.
Samuel Hahnemann berättade i sitt apotekarlexikon 1793–1798 om den påstått läkande kraften hos gröngölingsben, som enligt hans mening inte existerade: 
”De gamla tillmätte (fåfängt) de torkade och pulvriserade benen av denna fågel en urindrivande kraft.”
Gröngölingen dyker ganska sällan upp i litteraturen, vanligen talas här om en hackspett. Det äldsta litterära omnämnandet är antagligen i verket Fåglarna av den grekiske författaren Aristofanes. Även i bröderna Grimms sagor finns ett omnämnande av gröngölingen, i sagan Alrunan.

### Namn
Äldre namn på gröngöling är gyllenränna, gröngylling eller gröngölja i Närke, grön hackspett, grönspik, grönspett, vedknarr eller bara göling. Äldre dialektala namn som regnfågel i Kalmartrakten, våtasa i Närke eller blötas refererar till att den sägs ha en benägenhet att ropa extra flitigt när regnväder är på gång.
Göling kommer av ordet ”gul”; jämför exempelvis med ordet gylling, som i sommargylling.
Gröngöling är också en synonym för ”novis”, ”nykomling” eller ”nybörjare”. Orsaken är förmodligen att ordet ”grön” i svenskan har en innebörd av ”spirande” eller ”omogen”. Men det kan även bero på att ordet göling har betydelsen guling. På finlandssvenska används begreppet ”gulnäbb” med innebörden nyinskriven student, det vill säga en nolla. Gulnäbb refererar till en fågelunge som ännu har kvar sin gulaktiga näbb. Liknande motsvarigheter finns i andra språk som engelska ”yellow beak”, tyska ”Grünschnabel” och franska ”bec-jaune” eller "béjaune".